# آب‌انبار قلعه خرابه
آب‌انبار قلعه خرابه مربوط به سده‌های متأخر دوران‌های تاریخی پس از اسلام است و در شهرستان آرادان، روستای اسلام‌آباد، کنار جاده، سمت راست واقع شده و این اثر در تاریخ ۲۲ آبان ۱۳۸۶ با شمارهٔ ثبت ۲۰۱۶۳ به‌عنوان یکی از آثار ملی ایران به ثبت رسیده‌است.